# Gioele Viola
Gioele Viola (* 9. Januar 1995 in Stuttgart) ist ein deutscher Schauspieler. Bekanntheit erlangte er durch seine Rollen im Kinofilm A Gschicht über d’Lieb sowie in der Fernsehserie Die Landarztpraxis (Sat.1/Joyn).

## Leben und Ausbildung
Viola wurde 1995 in Stuttgart als Sohn kalabrischer Eltern geboren und wuchs in Weinstadt-Endersbach auf. Erste Bühnenerfahrung sammelte er mit zehn Jahren in der Theater-AG der Erich Kästner-Schule. Später war er Mitglied des Jungen Ensembles Stuttgart und wirkte dort unter anderem im Tanztheaterstück 9Leben mit, das deutschlandweit und in der Schweiz aufgeführt wurde.
Viola erhielt fortlaufend Schauspielunterricht, unter anderem im Chubbuck Studio Cologne bei Nuriye Jendrossek.

## Karriere
Seine erste Filmrolle hatte Viola 2016 im Horrorfilm Blood Feast unter der Regie von Marcel Walz. Der Film lief unter anderem auf dem *New York City Horror Film Festival* und wurde in der New York Times erwähnt.
2017 trat er in der ZDF-Sendung Aktenzeichen XY... ungelöst auf. 2018 spielte er in der Sat.1-Serie Einstein den Kronzeugen Luciano Burrini.
Im selben Jahr übernahm Viola die Rolle Abdul Kareem im Spielfilm Label Me (Regie: Kai Kreuser), der 2019 mit dem Max Ophüls Preis ausgezeichnet und für den First Steps Award nominiert wurde.
Ebenfalls 2018 war er im Historischen Debüt-Kinofilm A Gschicht über d’Lieb von Regisseur Peter Evers in der Rolle Mario zu sehen. Der Film wurde auf dem Filmfestival Max Ophüls Preis 2019 als bester Spielfilm nominiert; Evers gewann bereits 2014 den Thomas-Strittmatter-Drehbuchpreis der Berlinale. dafür.
2020 war Viola in der Joyn-Serie Blackout in einer Nebenrolle als Sanitäter Gianluca zu sehen. 2022/2023 spielte er den Mo in der Amazon-Prime-Serie We Will Never Die, die auch in ausgewählten Kinos als Filmfassung gezeigt wurde.
Seit 2023 ist Viola Teil des Hauptcasts der Sat.1-Serie Die Landarztpraxis in der Rolle des Emilio Marino, einem charmanten Bergretter und Casanova.

## Filmografie (Auswahl)
- 2016: Blood Feast – Lou

- 2017: Aktenzeichen XY … ungelöst – Luca (TV)

- 2018: Einstein – Luciano Burrini (Serie, Sat.1)

- 2018: Label Me – Abdul Kareem

- 2018: A Gschicht über d’Lieb – Mario

- 2020: Blackout – Sanitäter Gianluca (Joyn)

- 2022–2023: We Will Never Die – Mo (OUTtv / Kino)

- seit 2023: Die Landarztpraxis – Emilio Marino (Sat.1 / Joyn)

## Persönliches
Viola lebt in Esslingen am Neckar, ist verheiratet und Vater von Zwillingen. Er bezeichnet sich als gläubiger Christ.